# Cúp bóng đá Nam Mỹ 2019 (Bảng A)
Bảng A của Cúp bóng đá Nam Mỹ 2019 sẽ diễn ra từ ngày 14 đến ngày 22 tháng 6 năm 2019. Bảng này bao gồm Bolivia, chủ nhà Brasil, Peru, và Venezuela.

## Các đội tuyển
| Vị trí bốc thăm | Đội tuyển        | Nhóm | Tham dự | Thành tích tốt nhất lần trước                            | Bảng xếp hạng FIFA | Bảng xếp hạng FIFA |
| Vị trí bốc thăm | Đội tuyển        | Nhóm | Tham dự | Thành tích tốt nhất lần trước                            | Tháng 12-2018      | Tháng 6-2019       |
| --------------- | ---------------- | ---- | ------- | -------------------------------------------------------- | ------------------ | ------------------ |
| A1              | Brasil (chủ nhà) | 1    | 36 lần  | Vô địch (1919, 1922, 1949, 1989, 1997, 1999, 2004, 2007) | 3                  | 3                  |
| A2              | Bolivia          | 4    | 27 lần  | Vô địch (1963)                                           | 59                 | 62                 |
| A3              | Venezuela        | 3    | 18 lần  | Hạng tư (2011)                                           | 31                 | 33                 |
| A4              | Perú             | 2    | 32 lần  | Vô địch (1939, 1975)                                     | 20                 | 21                 |

Ghi chú
1. ↑  Bảng xếp hạng của tháng 12 năm 2018 đã được sử dụng để hạt giống cho bốc thăm chung kết.

## Bảng xếp hạng
| VT | Đội        | ST | T | H | B | BT | BB | HS | Đ | Giành quyền tham dự                     |
| -- | ---------- | -- | - | - | - | -- | -- | -- | - | --------------------------------------- |
| 1  | Brasil (H) | 3  | 2 | 1 | 0 | 8  | 0  | +8 | 7 | Giành quyền vào vòng đấu loại trực tiếp |
| 2  | Venezuela  | 3  | 1 | 2 | 0 | 3  | 1  | +2 | 5 | Giành quyền vào vòng đấu loại trực tiếp |
| 3  | Perú       | 3  | 1 | 1 | 1 | 3  | 6  | −3 | 4 | Giành quyền vào vòng đấu loại trực tiếp |
| 4  | Bolivia    | 3  | 0 | 0 | 3 | 2  | 9  | −7 | 0 |                                         |

Trong tứ kết:
- Đội nhất bảng A sẽ giành quyền thi đấu với đội xếp thứ ba bảng B hoặc bảng C.
- Đội nhì bảng A sẽ giành quyền thi đấu với đội nhì bảng B.
- Đội xếp thứ ba bảng A có thể giành quyền với tư cách là 1 trong 2 đội xếp thứ ba tốt nhất để thi đấu với đội nhất bảng C.

## Các trận đấu

### Brasil v Bolivia
| Brasil                                    | 3–0      | Bolivia |
| ----------------------------------------- | -------- | ------- |
| - Coutinho 50' (ph.đ.), 53' - Everton 85' | Chi tiết |         |

| Brasil | Bolivia |

| GK                  | 1  | Alisson           |     |     |
| RB                  | 13 | Dani Alves (c)    |     |     |
| CB                  | 2  | Thiago Silva      |     |     |
| CB                  | 4  | Marquinhos        |     |     |
| LB                  | 6  | Filipe Luís       |     |     |
| CM                  | 5  | Casemiro          |     |     |
| CM                  | 17 | Fernandinho       |     |     |
| CM                  | 11 | Philippe Coutinho | 66' |     |
| RW                  | 7  | David Neres       |     | 81' |
| CF                  | 20 | Roberto Firmino   |     | 65' |
| LW                  | 21 | Richarlison       |     | 84' |
| Vào sân thay người: |    |                   |     |     |
| FW                  | 9  | Gabriel Jesus     |     | 65' |
| FW                  | 19 | Everton           |     | 81' |
| MF                  | 10 | Willian           |     | 84' |
| Huấn luyện viên:    |    |                   |     |     |
| Tite                |    |                   |     |     |

| GK                  | 1  | Carlos Lampe        |     |     |
| CB                  | 4  | Luis Haquin         |     |     |
| CB                  | 6  | Erwin Saavedra      |     | 64' |
| CB                  | 17 | Marvin Bejarano (c) |     |     |
| DM                  | 20 | Fernando Saucedo    | 20' | 59' |
| CM                  | 8  | Diego Bejarano      |     |     |
| CM                  | 22 | Adrián Jusino       |     |     |
| RM                  | 14 | Raúl Castro         |     | 75' |
| LM                  | 3  | Alejandro Chumacero |     |     |
| AM                  | 7  | Leonel Justiniano   |     |     |
| CF                  | 9  | Marcelo Martins     |     |     |
| Vào sân thay người: |    |                     |     |     |
| MF                  | 16 | Diego Wayar         |     | 59' |
| FW                  | 11 | Leonardo Vaca       |     | 64' |
| MF                  | 19 | Ramiro Vaca         |     | 75' |
| Huấn luyện viên:    |    |                     |     |     |
| Eduardo Villegas    |    |                     |     |     |

| Cầu thủ xuất sắc nhất trận: Philippe Coutinho (Brasil) Trợ lý trọng tài: Hernán Maidana (Argentina) Juan Pablo Belatti (Argentina) Trọng tài thứ tư: Roddy Zambrano (Ecuador) Trợ lý trọng tài video: Patricio Loustau (Argentina) Bổ sung trợ lý trọng tài video: Fernando Rapallini (Argentina) Ezequiel Brailovsky (Argentina) |

### Venezuela vs Peru
| Venezuela | 0–0      | Perú |
| --------- | -------- | ---- |
|           | Chi tiết |      |

| Venezuela | Peru |

| GK                  | 1  | Wuilker Faríñez    |        |     |
| RB                  | 16 | Roberto Rosales    |        |     |
| CB                  | 4  | Jhon Chancellor    |        |     |
| CB                  | 2  | Mikel Villanueva   |        |     |
| LB                  | 14 | Luis Mago          | 6' 75' |     |
| CM                  | 5  | Júnior Moreno      |        | 78' |
| CM                  | 8  | Tomás Rincón (c)   |        |     |
| CM                  | 6  | Yangel Herrera     | 82'    |     |
| RW                  | 15 | Jhon Murillo       |        | 84' |
| LW                  | 10 | Jefferson Savarino |        | 69' |
| CF                  | 23 | Salomón Rondón     |        |     |
| Vào sân thay người: |    |                    |        |     |
| MF                  | 7  | Darwin Machís      |        | 69' |
| DF                  | 20 | Ronald Hernández   |        | 78' |
| MF                  | 18 | Yeferson Soteldo   |        | 84' |
| Huấn luyện viên:    |    |                    |        |     |
| Rafael Dudamel      |    |                    |        |     |

| GK                  | 1  | Pedro Gallese       |       |     |
| RB                  | 17 | Luis Advíncula      |       |     |
| CB                  | 15 | Carlos Zambrano     |       |     |
| CB                  | 2  | Luis Abram          |       |     |
| LB                  | 6  | Miguel Trauco       |       |     |
| CM                  | 13 | Renato Tapia        | 26'   |     |
| CM                  | 19 | Yoshimar Yotún      |       | 67' |
| RW                  | 10 | Jefferson Farfán    |       |     |
| AM                  | 8  | Christian Cueva     |       | 46' |
| LW                  | 23 | Christofer Gonzáles |       | 88' |
| CF                  | 9  | Paolo Guerrero (c)  |       |     |
| Vào sân thay người: |    |                     |       |     |
| MF                  | 20 | Edison Flores       |       | 46' |
| FW                  | 14 | Andy Polo           |       | 67' |
| FW                  | 18 | André Carrillo      | 90+3' | 88' |
| Huấn luyện viên:    |    |                     |       |     |
| Ricardo Gareca      |    |                     |       |     |

| Cầu thủ xuất sắc nhất trận: Paolo Guerrero (Peru) Trợ lý trọng tài: Alexander Guzmán (Colombia) John Alexander León (Colombia) Trọng tài thứ tư: Carlos Orbe (Ecuador) Trợ lý trọng tài video: Leodán González (Uruguay) Bổ sung trợ lý trọng tài video: Andrés Rojas (Colombia) Christian Lescano (Ecuador) |

### Bolivia v Peru
| Bolivia               | 1–3      | Perú                                       |
| --------------------- | -------- | ------------------------------------------ |
| - Martins 28' (ph.đ.) | Chi tiết | - Guerrero 45' - Farfán 55' - Flores 90+6' |

| Bolivia | Peru |

| GK                  | 1  | Carlos Lampe        |     |     |
| RB                  | 8  | Diego Bejarano      |     |     |
| CB                  | 4  | Luis Haquin         | 82' |     |
| CB                  | 22 | Adrián Jusino       |     |     |
| LB                  | 17 | Marvin Bejarano     |     |     |
| RM                  | 6  | Erwin Saavedra      |     | 73' |
| CM                  | 7  | Leonel Justiniano   |     |     |
| CM                  | 20 | Fernando Saucedo    |     | 71' |
| LM                  | 3  | Alejandro Chumacero | 30' |     |
| AM                  | 14 | Raúl Castro         |     | 80' |
| CF                  | 9  | Marcelo Martins     |     |     |
| Vào sân thay người: |    |                     |     |     |
| DF                  | 21 | Roberto Fernández   | 72' | 71' |
| FW                  | 11 | Leonardo Vaca       |     | 73' |
| FW                  | 18 | Gilbert Álvarez     |     | 80' |
| Huấn luyện viên:    |    |                     |     |     |
| Eduardo Villegas    |    |                     |     |     |

| GK                  | 1  | Pedro Gallese       |     |       |
| RB                  | 17 | Luis Advíncula      |     |       |
| CB                  | 15 | Carlos Zambrano     | 27' | 85'   |
| CB                  | 2  | Luis Abram          |     |       |
| LB                  | 6  | Miguel Trauco       |     |       |
| CM                  | 13 | Renato Tapia        |     |       |
| CM                  | 19 | Yoshimar Yotún      |     |       |
| RW                  | 10 | Jefferson Farfán    |     |       |
| AM                  | 8  | Christian Cueva     |     | 79'   |
| LW                  | 14 | Andy Polo           |     |       |
| CF                  | 9  | Paolo Guerrero      | 42' | 90+3' |
| Vào sân thay người: |    |                     |     |       |
| MF                  | 20 | Edison Flores       |     | 79'   |
| DF                  | 5  | Miguel Araujo       |     | 85'   |
| MF                  | 23 | Christofer Gonzáles |     | 90+3' |
| Huấn luyện viên:    |    |                     |     |       |
| Ricardo Gareca      |    |                     |     |       |

| Cầu thủ xuất sắc nhất trận: Paolo Guerrero (Peru) Trợ lý trọng tài: Christian Lescano (Ecuador) Byron Romero (Ecuador) Trọng tài thứ tư: Piero Maza (Chile) Trợ lý trọng tài video: Esteban Ostojich (Uruguay) Bổ sung trợ lý trọng tài video: Nicolás Gallo (Colombia) Hernán Maidana (Argentina) |

### Brasil v Venezuela
| Brasil | 0–0      | Venezuela |
| ------ | -------- | --------- |
|        | Chi tiết |           |

| Brasil | Venezuela |

| GK                  | 1  | Alisson           |     |     |
| RB                  | 13 | Dani Alves (c)    |     |     |
| CB                  | 4  | Marquinhos        |     |     |
| CB                  | 2  | Thiago Silva      |     |     |
| LB                  | 6  | Filipe Luís       |     |     |
| CM                  | 8  | Arthur            |     |     |
| CM                  | 5  | Casemiro          | 41' | 57' |
| RW                  | 21 | Richarlison       |     | 46' |
| AM                  | 11 | Philippe Coutinho |     |     |
| LW                  | 7  | David Neres       |     | 72' |
| CF                  | 20 | Roberto Firmino   |     |     |
| Vào sân thay người: |    |                   |     |     |
| FW                  | 9  | Gabriel Jesus     |     | 46' |
| MF                  | 17 | Fernandinho       |     | 57' |
| FW                  | 19 | Everton           |     | 72' |
| Huấn luyện viên:    |    |                   |     |     |
| Tite                |    |                   |     |     |

| GK                  | 1  | Wuilker Faríñez    |       |     |
| RB                  | 16 | Roberto Rosales    |       |     |
| CB                  | 3  | Yordan Osorio      |       |     |
| CB                  | 2  | Mikel Villanueva   |       |     |
| LB                  | 20 | Ronald Hernández   |       |     |
| DM                  | 5  | Júnior Moreno      |       |     |
| RM                  | 7  | Darwin Machís      |       | 76' |
| CM                  | 6  | Yangel Herrera     |       | 66' |
| CM                  | 8  | Tomás Rincón       |       |     |
| LM                  | 15 | Jhon Murillo       | 37'   |     |
| CF                  | 23 | Salomón Rondón     |       | 85' |
| Vào sân thay người: |    |                    |       |     |
| MF                  | 18 | Yeferson Soteldo   |       | 66' |
| MF                  | 19 | Arquímedes Figuera | 90+1' | 76' |
| FW                  | 17 | Josef Martínez     |       | 85' |
| Huấn luyện viên:    |    |                    |       |     |
| Rafael Dudamel      |    |                    |       |     |

| Trợ lý trọng tài: Christian Schiemann (Chile) Claudio Ríos (Chile) Trọng tài thứ tư: Andrés Rojas (Colombia) Trợ lý trọng tài video: Roberto Tobar (Chile) Bổ sung trợ lý trọng tài video: Fernando Rapallini (Argentina) Alexander Guzmán (Colombia) |

### Peru vs Brazil
| Perú | 0–5      | Brasil                                                                    |
| ---- | -------- | ------------------------------------------------------------------------- |
|      | Chi tiết | - Casemiro 12' - Firmino 19' - Everton 32' - Dani Alves 53' - Willian 90' |

| Peru | Brazil |

| GK                  | 1  | Pedro Gallese       |     |     |
| RB                  | 17 | Luis Advíncula      | 80' |     |
| CB                  | 5  | Miguel Araujo       |     |     |
| CB                  | 2  | Luis Abram          |     |     |
| LB                  | 6  | Miguel Trauco       |     |     |
| DM                  | 13 | Renato Tapia        |     |     |
| RM                  | 14 | Andy Polo           |     |     |
| CM                  | 19 | Yoshimar Yotún      | 15' | 46' |
| CM                  | 10 | Jefferson Farfán    |     |     |
| LM                  | 8  | Christian Cueva     |     | 66' |
| CF                  | 9  | Paolo Guerrero (c)  |     | 54' |
| Vào sân thay người: |    |                     |     |     |
| MF                  | 20 | Edison Flores       |     | 46' |
| MF                  | 23 | Christofer Gonzáles |     | 54' |
| MF                  | 7  | Josepmir Ballón     |     | 66' |
| Huấn luyện viên:    |    |                     |     |     |
| Ricardo Gareca      |    |                     |     |     |

| GK                  | 1  | Alisson           |     |     |
| RB                  | 13 | Dani Alves (c)    |     |     |
| CB                  | 4  | Marquinhos        |     |     |
| CB                  | 2  | Thiago Silva      | 77' |     |
| LB                  | 6  | Filipe Luís       |     | 56' |
| CM                  | 8  | Arthur            |     |     |
| CM                  | 5  | Casemiro          | 9'  | 69' |
| RW                  | 11 | Philippe Coutinho |     | 76' |
| AM                  | 9  | Gabriel Jesus     |     |     |
| LW                  | 19 | Everton           |     |     |
| CF                  | 20 | Roberto Firmino   |     |     |
| Vào sân thay người: |    |                   |     |     |
| DF                  | 12 | Alex Sandro       |     | 56' |
| MF                  | 15 | Allan             |     | 69' |
| MF                  | 10 | Willian           |     | 76' |
| Huấn luyện viên:    |    |                   |     |     |
| Tite                |    |                   |     |     |

| Cầu thủ xuất sắc nhất trận: Everton (Brazil) Trợ lý trọng tài: Hernán Maidana (Argentina) Eduardo Cardozo (Paraguay) Trọng tài thứ tư: Arnaldo Samaniego (Paraguay) Trợ lý trọng tài video: Andrés Rojas (Colombia) Bổ sung trợ lý trọng tài video: Nicolás Gallo (Colombia) Wilmar Navarro (Colombia) |

### Bolivia vs Venezuela
| Bolivia          | 1–3      | Venezuela                       |
| ---------------- | -------- | ------------------------------- |
| - Justiniano 82' | Chi tiết | - Machís 2', 55' - Martínez 86' |

| Bolivia | Venezuela |

| GK                  | 1  | Carlos Lampe        |     |     |
| RB                  | 8  | Diego Bejarano      |     |     |
| CB                  | 4  | Luis Haquin         |     |     |
| CB                  | 22 | Adrián Jusino       |     |     |
| LB                  | 17 | Marvin Bejarano (c) |     | 71' |
| CM                  | 7  | Leonel Justiniano   | 5'  |     |
| CM                  | 15 | Paul Arano          |     |     |
| RW                  | 20 | Fernando Saucedo    |     |     |
| AM                  | 11 | Leonardo Vaca       |     | 34' |
| LW                  | 19 | Ramiro Vaca         |     |     |
| CF                  | 9  | Marcelo Martins     |     | 77' |
| Vào sân thay người: |    |                     |     |     |
| MF                  | 14 | Raúl Castro         | 62' | 34' |
| MF                  | 21 | Roberto Fernández   |     | 71' |
| FW                  | 18 | Gilbert Álvarez     |     | 77' |
| Huấn luyện viên:    |    |                     |     |     |
| Eduardo Villegas    |    |                     |     |     |

| GK                  | 1  | Wuilker Faríñez    |  |     |
| RB                  | 20 | Ronald Hernández   |  |     |
| CB                  | 4  | Jhon Chancellor    |  |     |
| CB                  | 14 | Luis Mago          |  |     |
| LB                  | 16 | Roberto Rosales    |  |     |
| DM                  | 5  | Júnior Moreno      |  |     |
| RM                  | 10 | Jefferson Savarino |  |     |
| CM                  | 11 | Juanpi             |  | 58' |
| CM                  | 8  | Tomás Rincón (c)   |  |     |
| LM                  | 7  | Darwin Machís      |  | 71' |
| CF                  | 23 | Salomón Rondón     |  | 85' |
| Vào sân thay người: |    |                    |  |     |
| MF                  | 18 | Yeferson Soteldo   |  | 58' |
| FW                  | 17 | Josef Martínez     |  | 71' |
| MF                  | 15 | Jhon Murillo       |  | 85' |
| Huấn luyện viên:    |    |                    |  |     |
| Rafael Dudamel      |    |                    |  |     |

| Cầu thủ xuất sắc nhất trận: Darwin Machís (Venezuela) Trợ lý trọng tài: Nicolás Taran (Uruguay) Richard Trinidad (Uruguay) Trọng tài thứ tư: Carlos Orbe (Ecuador) Trợ lý trọng tài video: Néstor Pitana (Argentina) Bổ sung trợ lý trọng tài video: Piero Maza (Chile) Alexander Guzmán (Colombia) |

## Kỷ luật
Điểm giải phong cách sẽ được sử dụng làm tiêu chí xếp hạng nếu các chỉ số và đối đầu của các đội tuyển bằng nhau. Chúng được tính dựa trên thẻ vàng và thẻ đỏ nhận được trong tất cả các trận đấu bảng như sau:
- Thẻ vàng thứ nhất: trừ 1 điểm;
- Thẻ đỏ gián tiếp (thẻ vàng thứ hai): trừ 3 điểm;
- Thẻ đỏ trực tiếp: trừ 4 điểm;
- Thẻ vàng và thẻ đỏ trực tiếp: trừ 5 điểm;

Chỉ một trong những khoản trừ trên sẽ được áp dụng cho 1 cầu thủ trong 1 trận đấu.
| Đội tuyển | Trận 1   | Trận 1                                    | Trận 1 | Trận 1            | Trận 2   | Trận 2                                    | Trận 2 | Trận 2            | Trận 3   | Trận 3                                    | Trận 3 | Trận 3            | Điểm |
| Đội tuyển | Thẻ vàng | Thẻ vàng · Thẻ vàng-đỏ (thẻ đỏ gián tiếp) | Thẻ đỏ | Thẻ vàng · Thẻ đỏ | Thẻ vàng | Thẻ vàng · Thẻ vàng-đỏ (thẻ đỏ gián tiếp) | Thẻ đỏ | Thẻ vàng · Thẻ đỏ | Thẻ vàng | Thẻ vàng · Thẻ vàng-đỏ (thẻ đỏ gián tiếp) | Thẻ đỏ | Thẻ vàng · Thẻ đỏ | Điểm |
| --------- | -------- | ----------------------------------------- | ------ | ----------------- | -------- | ----------------------------------------- | ------ | ----------------- | -------- | ----------------------------------------- | ------ | ----------------- | ---- |
| Brasil    | 1        |                                           |        |                   | 1        |                                           |        |                   | 2        |                                           |        |                   | −4   |
| Bolivia   | 1        |                                           |        |                   | 3        |                                           |        |                   | 2        |                                           |        |                   | −6   |
| Perú      | 2        |                                           |        |                   | 2        |                                           |        |                   | 2        |                                           |        |                   | −6   |
| Venezuela | 1        | 1                                         |        |                   | 2        |                                           |        |                   |          |                                           |        |                   | −6   |